# السري الهاشمي
السرى الهاشمي أو السري الهاشمي واسمه الكامل السرى بن عبدالله بن الحارث بن العباس بن عبدالمطلب وهو والي عباسي على إقليم اليمامة بالفترة الممتدة ما بين 141 - 143 هـ الموافق 753 - 758 م. 
امتدحه الشاعر القحيف العقلي قائلا:
فلولا السَّرِيُّ الهاشميُّ وسيفُهُ أعادَ عُبّيَدُ الله يوماً على عُكلِ
وذكر ابن الأثير الشيباني في كتابه الكامل أن قائل الأبيات نوح ابن الشاعر المعروف جرير وقالها في عبيدالله بن مسلم الحنفي.
كما امتدحه الشاعر ابراهيم بن علي بن هرمه قائلاً:
فقل السري الواصل البر ذي الندى   مدعاَ إذا ما بث صدق نائلة
نفى الظلم عن أهل اليمامة عدله   فعاشوا وزاح الظلم عنهم وباطله
وناموا بمأمن بعد خوف وشدة   بسيرة عدل ما تخاف غوائله
بك أحيا الله ارض حجر وغرها   من الأرض حتى عاش بالبقل أكله